# Agrotis fatidica
Agrotis fatidica là một loài bướm đêm trong họ Noctuidae.

## Hình ảnh

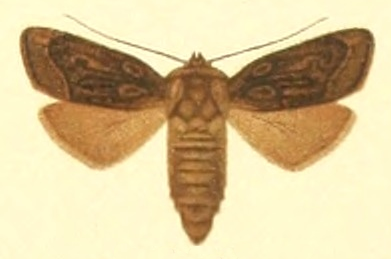
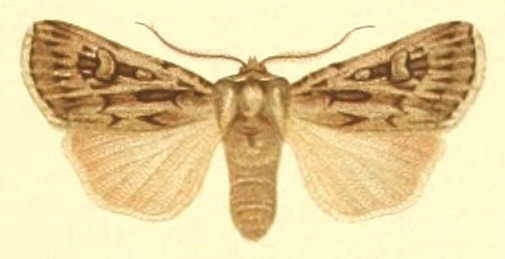
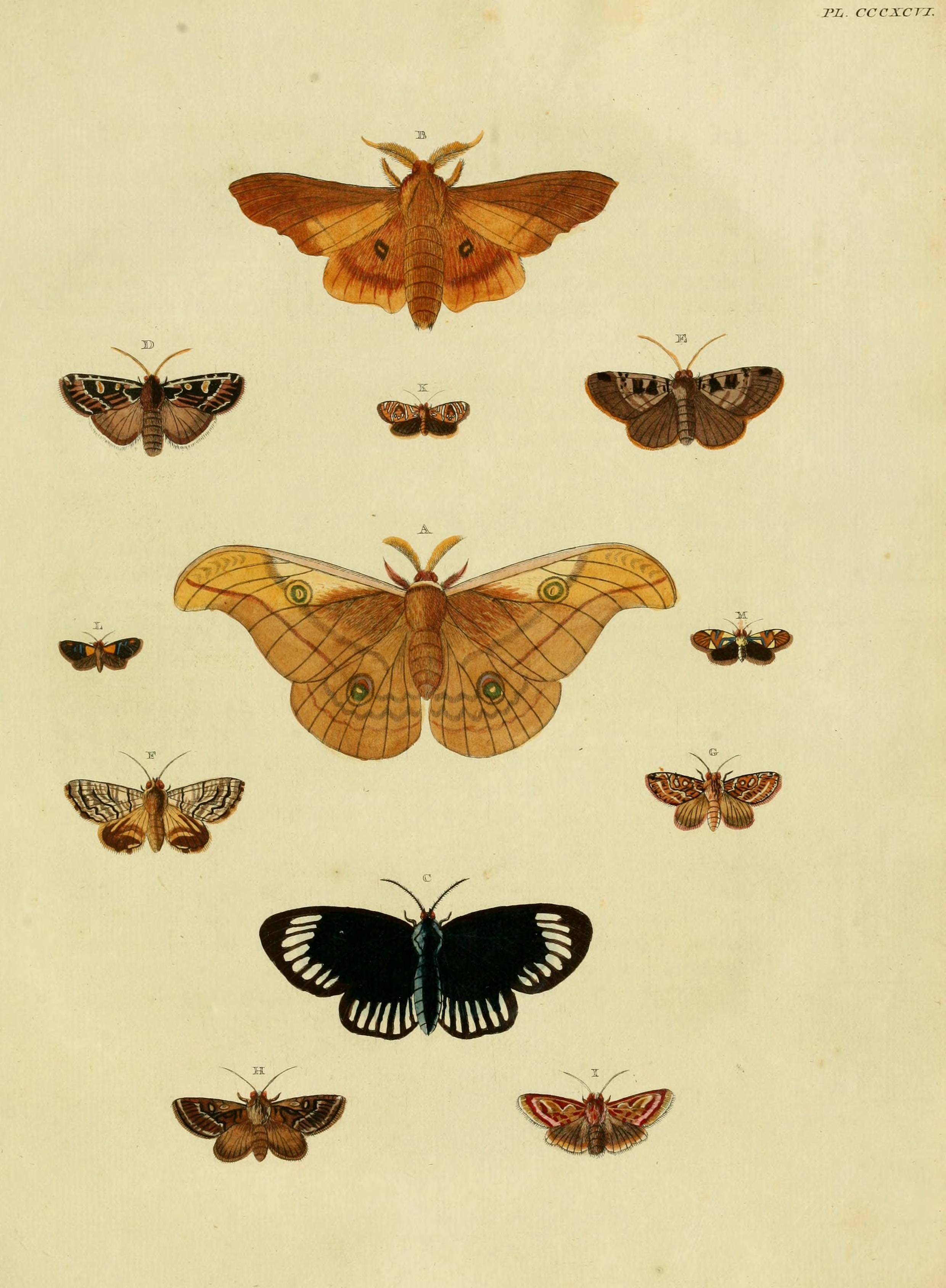
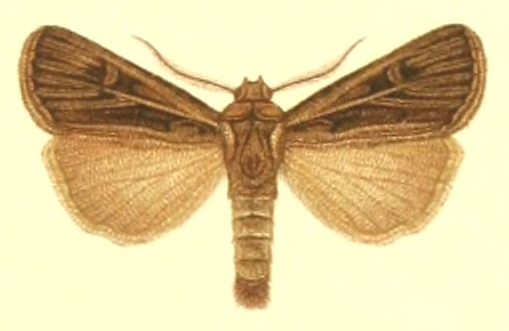